# Planebruch
Planebruch est une commune allemande de l'arrondissement de Potsdam-Mittelmark, Land de Brandebourg.

## Géographie
Planebruch se situe dans la Zauche, la Plane passe au sud-est du territoire de la commune.
La commune comprend les quartiers de Cammer, Damelang-Freienthal et Oberjünne.
|            | Kloster Lehnin | Beelitz   |
| Golzow     | Planebruch     | Borkwalde |
| Bad Belzig | Brück          |           |

## Histoire
La commune est née le 31 janvier 2002 de la fusion volontaire des communes de Cammer et Damelang-Freienthal, Oberjünne vient en avril 2002.

## Source
- (de) Cet article est partiellement ou en totalité issu de l’article de Wikipédia en allemand intitulé « Planebruch » (voir la liste des auteurs).